# Daalmeer
De Daalmeer is een polder in de Nederlandse provincie Noord-Holland en tevens de meest noordelijke woonwijk van de stad Alkmaar, gelegen tussen de dorpen Sint Pancras en Koedijk.

## Geschiedenis
Het Daalmeer was een van de vele meren die Noord-Holland rijk was. Het was een vrij ondiep meer. Via het 'Reeker Wed' stond het in open verbinding met de Noordzee. Het werd door de graven van Holland verpacht voor visvangst. De naam Daalmeer is voortgekomen uit het woord “Aelmeer”, wat later vervormd werd tot “d’Aelmeer”, “Daelmeer” en ten slotte tot “de Daalmeer”
De wateren lagen tussen Koedijk en Sint Pancras en waren na de Slag bij Vronen in 1297, waarbij de West-Friezen waren verslagen, door de graven van Holland in beheer genomen. Van de drooglegging werd serieus werk gemaakt: reeds in 1562 was er nieuw land ontstaan, ter grootte van 133 hectare. De visvangst was natuurlijk verloren gaan en daarom werd besloten de pacht hiervan op te nemen in een eeuwig durende erfpacht, als schadeloosstelling van de vissers. Verder moesten de bedijkers de schade vergoeden, die ontstond door de dijkaanleg op andermans grond. Bovendien kreeg de graaf op elke oogst het tiendenrecht.

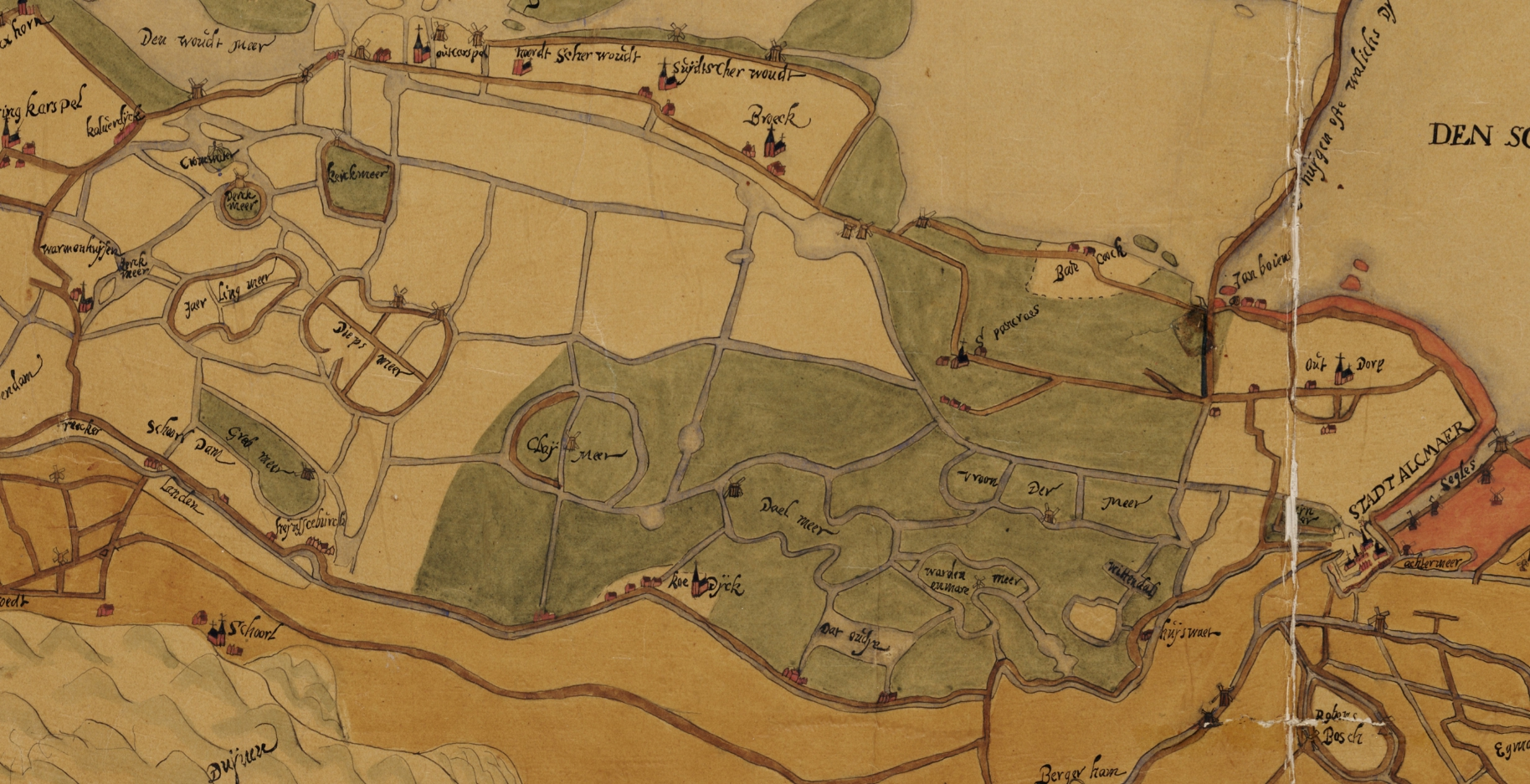
Daelmeer op kaart Noord-Holland boven het IJ uit 1603.

Op 30 augustus 1560 werd door de toenmalige graaf van Holland, Filips II, te Brussel aan Willem Antonisz. Sonck, Jacob Reijersz. Van Waerdendel, Claes Harcxz. en Mathijs Reijersz., allen bestuurders van Alkmaar, octrooi verleend het Aelmeer te bedijken. Tevens mochten enkele "cleijne wateringen of braecxkens genaamd de Wielsloot, Toudije [= het Oudie] en de Wittende[e]l" worden drooggelegd.
Tijdens de Allerheiligenvloed in 1570 liep de polder weer onder water. Een jaar later was het water weer weg, maar in 1573, bij het begin van het Beleg van Alkmaar, werden de dijken doorgestoken en de molen afgebrand. Pas in 1575 viel de polder weer droog. De ingelanden hoefden tot 1577 geen pacht te betalen, in verband met de geleden schade.
De Daalmeer is nooit een woongebied geweest, vanwege de geïsoleerde ligging. Bovendien was het een echt vaargebied, wegen waren er niet. Daarin kwam verandering toen rond 1980 het gebied werd opgespoten met zand en de Alkmaarse nieuwbouwwijken Daalmeer en De Mare verrezen.

## Bezienswaardigheden
In de Daalmeer bevindt zich een orgelzaal, genaamd "Orgelzaal Booy". Het huisje bij de Orgelzaal was het tweede huisje, dat gebouwd werd in de Daalmeer. In 1926 liet de vader van Cor Booij het huisje bouwen voor een van zijn zoons. Het eerste huis staat nog steeds in de Daalmeer. Het huis is ongeveer in 1880 gebouwd. Ook het sluisje is daar nog aanwezig. Tot na de verkaveling bleef het bij twee huisjes in de Daalmeer.
Na de verkaveling werd de Daalmeer opgespoten met zand uit wat nu recreatiegebied "Het Geestmerambacht" heet. Het plekje van Orgelzaal Booy, op de vroegere bodem van de Daalmeer, is nog het enige oorspronkelijke stuk bodem van de Daalmeer. In de orgelzaal worden nog steeds wekelijks concerten gegeven.
Verder bevindt er zich nog een klein winkelcentrum in de Daalmeer en tevens is er een Gezondheidscentrum met huisartsenpraktijk, consultatiebureau, apotheek en fysiotherapie.
Zie ook
- Lijst van gemeentelijke monumenten in Daalmeer